# Dipartimento del Mediterraneo
Dipartimento del Mediterraneo era il nome di un dipartimento del Primo Impero francese, nell'attuale Italia. Il nome era dovuto al Mar Mediterraneo.
Fu creato il 24 maggio 1808, quando il Regno d'Etruria fu annesso dalla Francia; il capoluogo era Livorno.
Nel 1812 fu suddiviso negli arrondissement di Livorno, Pisa e Volterra. L'Isola d'Elba fu aggiunta al dipartimento del 1811 come arrondissement di Portoferraio. La parte continentale tornò alla Toscana nel 1814, quando Napoleone divenne Imperatore dell'Isola d'Elba, secondo i termini del Trattato di Fontainebleau.
Si stima che nel 1806, su una superficie di 4.910 km², avesse 313.307 abitanti.
Il dipartimento fu eliminato dopo la sconfitta di Napoleone nel 1814. Attualmente il territorio dell'ex dipartimento è ripartito tra le province di Pisa e Livorno.

Stemma di Livorno nell'Impero napoleonico
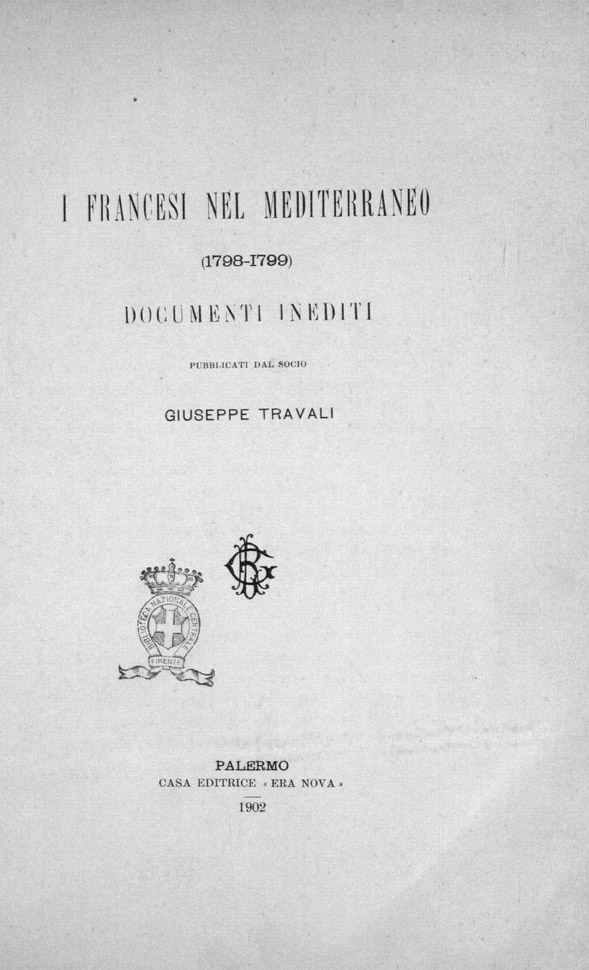
Giuseppe Travali, I francesi nel Mediterraneo, 1798-1799, 1902